# Henri Pognon
Paul Pascal Henri Pognon, (Clermont-Ferrand, 13 de mayo de 1853 - Chambéry, 16 de marzo de 1921) fue un diplomático, arqueólogo y epigrafista francés, especialista en la asiriología.

## Biografía
Hijo de un ingeniero de puentes y caminos, obtiene su bachillerato en el liceo de Clermont-Ferrand antes de mudarse a París para realizar un curso en derecho, un diploma en la por entonces École des langues orientales y estudios en la École Pratique des Hautes Études. En 1878, funda el curso de asirio propuesto por esta última institución y es hecho responsable de asegurar su enseñanza hasta 1881.
Seguidamente abraza la carrera diplomática. Entra al Ministère des Affaires Étrangères en 1879 como agregado a la dirección de consulados y en los siguientes años irá ascendiendo desde la posición de cónsul suplente hasta llegar a Cónsul General en 1904 pasando por destinos como Trípoli, Beirut, Bagdad y Alepo. Estando en esta última ciudad, debe informar sobre las Masacres de Urfa ocurridas en 1896 y en las que fueron asesinados alrededor de 6000 armenios.
Habiendo recibido la Legión de Honor en 1892, hacia 1904 es puesto en disponibilidad para ser pasado a retiro diez años más tarde.

## Actividades arqueológicas y epigráficas
Paralelamente a su carrera diplomática, Henri Pognon se involucra en la arqueología en la Mesopotamia, en el Líbano, en Siria y en Irak. Combinando descubrimientos de terreno, adquisiciones junto a observadores locales y misiones oficiales de exploración, recolecta inscripciones semíticas con las cuales él encuentra el camino de una intensa labor de traducción. Especialista de las lenguas asirias, siríaca y aramea, se entrega a la investigación de numerosas publicaciones de referencia.
En 1883, Pognon produce un acontecimiento al descubrir dos importantes inscripciones sobre los bajorrelieves datados durante el reinado de Nabucodonosor II en el Wadi Brissa del Líbano. Un año después es elegido miembro de la Société de Linguistique de Paris.
Desde 1922, una parte de los manuscritos que le habían pertenecido se encuentran en la Biblioteca Nacional de Francia. Su colección de manuscritos siríacos, reunidos en Alepo y Mosul, ha sido el origen de gran parte del Fondo François Graffin que en 1989 estableció la misma biblioteca.

## Publicaciones

### Libros
- L'Inscription de Bavian, texte, traduction et commentaire philologique, Paris, Bibliothèque de l'École des hautes études. Sciences philologiques et historiques, 2 fascicules (100 et 220 p.), 1879-1880, réédition 2011.
- Inscription de Mérou-Nérar Ier, roi d'Assyrie, Paris, Imprimerie nationale (124 p.), 1884.
- Les inscriptions babyloniennes du Wadi Brissa, Bibliothèque de l'École des hautes études. Sciences philologiques et historiques (199 p.), 1887, réédition 2011.
- Inscriptions mandaïtes des coupes de Khouabir : texte, traduction et commentaire philologique avec quatre appendices et un glossaire, Paris, H. Wetter (327 p.), 1898.
- Une version syriaque des Aphorismes d'Hippocrate, texte et traduction, Leipzig, J. C. Hinrichs (2 volumes), 1903.
- Inscriptions sémitiques de la Syrie, de la Mésopotamie et de la région de Mossoul, Paris, J. Gabalda (228 p.), 1907.

### Artículos
- « Inscription de Mérou-Nérar Ier, roi d'Assyrie », Journal asiatique, 1883.
- « Trois textes funéraires de Palmyre », Journal asiatique, 1884.
- « Rapport de Henri Pognon, consul-suppléant de France à Beyrouth à M. Patrimonio, consul de Beyrouth », Revue Assyrienne, 1885.
- « Sur un plat avec inscription punique », Journal asiatique, 1887.
- « Découverte de contrats de l'époque de la 1ère dynastie de Babylone », Journal asiatique, 1888.
- « Deux briques avec légendes araméennes », Journal asiatique, 1891.
- « Note sur le pays d'Achnounnak », Comptes-rendus des séances de l'Académie des Inscriptions et Belles-Lettres, 1892.
- « Une incantation contre les génies malfaisants en mandaïte », Mémoires de la Société de linguistique de Paris, 1892.
- « Note sur des inscriptions ouigoures, arabes et syriaques de Baghdad », Journal asiatique, 1892.
- « L'Inscription de Raman-Nérar Ier, roi d'Assyrie (réponse à un article de M. Oppert) », Bulletin de la Société de linguistique de Paris, 1894.
- « Chronologie des papyrus araméens d'Eléphantine », Journal asiatique, 1911.
- « Lexicographie assyrienne », Revue Assyrienne, 1912.
- « Mélanges assyriologiques », Journal asiatique, 1913.
- « Sur les Yézidis du Sindjar », Revue de l'Orient Chrétien, 1915-17.
- « Notes lexicographiques et textes assyriens inédits », Journal asiatique, 1917.
- « Documents relatifs à Ahikar », Revue de l'Orient Chrétien, 1918-19.
- « Notes assyriologiques », Journal asiatique, 1921.